# روبرت غيبونز
روبرت غيبونز هو سياسي كندي، ولد في 24 ديسمبر 1811 في غلاسكو في المملكة المتحدة، وتوفي في 19 أغسطس 1898 في كندا. انتخب عضو برلمان مقاطعة أونتاريو.